# Các vụ kiện sau bầu cử liên quan đến cuộc bầu cử tổng thống Hoa Kỳ năm 2020
Sau cuộc bầu cử tổng thống Hoa Kỳ năm 2020, chiến dịch tranh cử cho Tổng thống đương nhiệm Donald Trump và những tổ chức khác đã đưa ra hơn 50 vụ kiện  chống lại quy trình bầu cử, kiểm phiếu và quy trình chứng nhận phiếu bầu ở nhiều bang, bao gồm Arizona, Georgia, Michigan, Nevada, Pennsylvania và Wisconsin. Gần như tất cả các vụ kiện này đã bị bác bỏ hoặc rút lại do thiếu bằng chứng; thẩm phán, luật sư và các quan sát viên khác mô tả các vụ kiện này là "phù phiếm" và "không có giá trị".
Trump, các luật sư của ông và những người ủng hộ ông đã khẳng định có gian lận bầu cử trên quy mô lớn trong các tuyên bố công khai, mặc dù rất ít khẳng định như vậy được đưa ra trước tòa. Trong một ví dụ, chiến dịch tranh cử của Trump và các nhóm khác tìm kiếm cuộc bầu cử của ông đã thua chung cuộc ở sáu tiểu bang trong một ngày. Mỗi tiểu bang đều đáp ứng thời hạn "bến cảng an toàn" theo luật định vào ngày 8 tháng 12 để giải quyết tranh chấp và chứng nhận kết quả bỏ phiếu. Nhóm pháp lý của Trump cho biết họ sẽ không coi thời hạn chứng nhận bầu cử này là ngày hết hạn cho việc kiện tụng về kết quả bầu cử.

## Bối cảnh
Cả trước và sau cuộc bầu cử, chiến dịch tranh cử cho tổng thống đương nhiệm Donald Trump đã nộp một loạt đơn kiện tố cáo sai phạm trong quy trình bầu cử, kiểm phiếu và quy trình chứng nhận phiếu bầu ở nhiều bang, bao gồm Arizona, Georgia, Michigan, Nevada, Pennsylvania, Texas và Wisconsin. Nhiều vụ kiện trong số này nhanh chóng bị bác bỏ, và các luật sư và các nhà quan sát khác lưu ý rằng các vụ kiện không có khả năng ảnh hưởng đến kết quả của cuộc bầu cử. Trump, những người ủng hộ ông và các luật sư của ông khẳng định có gian lận bầu cử quy mô lớn trong các tuyên bố công khai.
Chiến dịch tranh cử của Trump đã phải chịu một số thất bại vào ngày 13 tháng 11. Bộ An ninh Nội địa đưa ra một tuyên bố nói rằng cuộc bầu cử là "an toàn nhất trong lịch sử Hoa Kỳ" và không có bằng chứng cho thấy bất kỳ hệ thống bỏ phiếu nào bị trục trặc. Mười sáu công tố viên liên bang được giao nhiệm vụ giám sát cuộc bầu cử đã gửi một lá thư cho Tổng chưởng lý William Barr nói rằng không có bằng chứng về những bất thường trên diện rộng. Một công ty luật được thuê bởi chiến dịch ở Pennsylvania đã bỏ việc vì lo ngại họ bị lợi dụng để phá hoại quá trình bầu cử. Chiến dịch đã bỏ vụ kiện "Sharpiegate" ở Arizona. Một thẩm phán ở Wayne County, Michigan, đã từ chối tạm dừng việc kiểm phiếu hoặc chứng nhận người chiến thắng. Tại Pennsylvania, các thẩm phán đã từ chối chặn 8.927 phiếu bầu qua thư ở các quận Montgomery và Philadelphia.
Bốn vụ kiện do luật sư bảo thủ James Bopp dàn xếp ở Georgia, Wisconsin, Michigan và Pennsylvania đã bị hủy bỏ vào ngày 16 tháng 11 sau khi một tòa phúc thẩm liên bang cho biết các cử tri không thể đưa ra yêu cầu đổi hiến pháp. Sidney Powell đã bị loại khỏi tư cách luật sư cho chiến dịch tranh cử của Trump vào ngày 22 tháng 11. Powell hiện đang hoạt động độc lập để ủng hộ chiến dịch tranh cử của Trump.
Đến ngày 27 tháng 11, hơn ba mươi thách thức pháp lý được đưa ra kể từ Ngày bầu cử đã thất bại.
Các thẩm phán liên bang ở Georgia và Michigan đã bác bỏ những nỗ lực cuối cùng của bà luật sư ủng hộ Trump, Sidney Powell nhằm lật ngược kết quả bầu cử vào ngày 7 tháng 12. Tòa án Quận phía Đông của Michigan, Thẩm phán Linda Parker đã viết, “Vụ kiện này dường như không nhằm đạt được sự cứu trợ mà Nguyên đơn yêu cầu — vì phần lớn mức cứu trợ đó nằm ngoài khả năng của Tòa án này — và nhiều hơn nữa về tác động cáo buộc của họ về niềm tin của Nhân dân vào tiến trình dân chủ và sự tin tưởng của họ vào chính phủ của chúng tôi. " Tại Tòa án Quận phía Bắc của Hoa Kỳ, Thẩm phán Timothy C. Batten Sr. đã viết, “Họ muốn tòa án này thay thế phán quyết liên quan đến hai triệu rưỡi cử tri đã bỏ phiếu cho Joe Biden... Và điều này tôi không muốn làm ”.

## Phân tích pháp lý và phản ứng
Giáo sư Justin Levitt của Trường Luật Loyola cho biết "Các vụ kiện này thực sự là không có gì mà tôi thấy có khả năng ảnh hưởng đến kết quả cuối cùng". Giáo sư luật bầu cử của Đại học Bang Ohio, Ned Foley lưu ý "bạn phải có một yêu cầu hợp pháp, và bạn phải có bằng chứng để chứng minh nó. Và bằng chứng đơn giản là không có. "  Giáo sư luật Joshua Douglas của Đại học Kentucky cho biết các vụ kiện "dường như chẳng có ích lợi gì". Bradley P. Moss, một luật sư chuyên về an ninh quốc gia, đã viết rằng các vụ kiện này "tiếp tục thách thức lý trí và logic, và hoàn toàn là trò giải trí.. Tất cả chỉ là trò hề ”. Giáo sư luật bầu cử Rick Hasen của Đại học California, Irvine cho biết cho đến nay "không có bằng chứng về gian lận nào có thể ảnh hưởng đến kết quả bầu cử". Barry Richard, người đã giúp giám sát nỗ lực kiểm phiếu lại Florida do Đảng Cộng hòa lãnh đạo trong cuộc bầu cử năm 2000, gọi các vụ kiện là "hoàn toàn không có giá trị" và nói rằng chúng "sẽ không thành công"; Gerry McDonough, một luật sư từng làm việc cho chiến dịch tranh cử của Gore, cho biết Trump "không có cơ hội lật ngược kết quả - điều đó là không thể". Cơ quan An ninh mạng và Cơ sở hạ tầng đã ra một tuyên bố gọi cuộc bầu cử năm 2020 là "an toàn nhất trong lịch sử Hoa Kỳ" và lưu ý rằng "ở đây không có bằng chứng cho thấy bất kỳ hệ thống bỏ phiếu nào bị xóa hoặc mất phiếu, thay đổi phiếu bầu hoặc bị xâm phạm theo bất kỳ cách nào".
Jones Day, một trong nhiều công ty luật làm việc cho chiến dịch tranh cử của Trump và một công ty đặc biệt xử lý Đảng Dân chủ Pennsylvania v. Boockvar, đã phải đối mặt với chỉ trích nội bộ vì những nỗ lực "thiển cận" trong việc kiện tụng "làm xói mòn niềm tin của công chúng vào kết quả bầu cử".